# Madonna dell'Umiltà (Masolino Firenze)
La Madonna dell'Umiltà attribuita a Masolino o a Pesello è un dipinto a tempera e oro su tavola (110,5x62 cm), databile a prima del 1423 e conservata nella Galleria degli Uffizi a Firenze.

## Storia
Il dipinto comparve sul mercato antiquario londinese nel 1930 e venne subito acquistato da Alessandro Contini Bonacossi, che la portò a Firenze. Da allora si aprì il dibattito attributivo.
Nel 1932 lo Scharf ipotizzò che fosse opera di Masolino, venendo poi confermato nel 1940 da Roberto Longhi. Longhi lo riferì però agli anni maturi dell'autore, appena prima dell'attività a Castiglione Olona (1430-1435), attribuendo il forte chiaroscuro al contatto già avvenuto con Masaccio e giustificando il linearismo con la ripresa dei modi gotici influenzata da Lorenzo Monaco.
Altri rifiutarono questa attribuzione, tra cui Berenson, che parlò del Maestro del 1419 e da Federico Zeri, che la attribuì l'opera a un pittore fiorentino attivo nei primi due decenni del Quattrocento e uscito dalla bottega di Agnolo Gaddi, come il Maestro della Madonna Strauss. Zeri, che vi vide "una pensosità astratta" lontana da Masolino, datò però il dipinto agli anni venti del Quattrocento e in ultima analisi lo avvicinò al Pesello confrontandolo con due frammenti con Teste di sante oggi a Gloucester.
Se Parronchi dava per scontata l'attribuzione al Pesello, Boskovits lo riattribuì a Masolino, leggendovi un episodio della poco conosciuta attività giovanile del maestro, con una datazione quindi agli anni venti. Rispetto alla Madonna di Brema, l'opera databile con esattezza come più antica di Masolino (1423) vi sono notevoli differenze di esecuzione e mancano alcuni elementi giustificabili con l'influenza di Gentile da Fabriano e Beato Angelico. L'opera degli Uffizi viene quindi collocata a un periodo anteriore, con una più marcata influenza di autori quali Lorenzo Monaco e Gherardo Starnina.

## Descrizione e stile
La pittura è di qualità altissima e in uno stato di conservazione molto buono, se si esclude una ridipintura sulla parte destra. La Madonna è rappresentata con una postura inclinata, ispirata ai gruppi scultorei delle "Belle" Madonne allora molto diffuse (come la Madonna di Krumlov).
L'opera, se assegnata a Masolino, sarebbe emblematica della produzione prima del sodalizio con Masaccio, documentato a partire dal 1424. Si tratta di una Madonna col Bambino raffigurata mentre allatta e seduta in terra, su un semplice cuscino, per cui detta dell'"Umiltà", in contrapposizione al tipo della Maestà che era invece raffigurata su un trono. Questo tipo di iconografia fu molto frequente a Firenze fra la fine del Trecento e i primi decenni del Quattrocento.
L'opera si basa sulle linee eleganti e ritmiche dei contorni, che disegnano sinuosi arabeschi in conformità con i dettami del gotico internazionale. Il più grande esponente di questo stile, Gentile da Fabriano, era dopotutto presente a Firenze sin dal 1421 e stava lavorando al suo capolavoro, l'Adorazione dei Magi (che si trova nella stessa sala di quest'opera). A questo stile appartengono anche le proporzioni aristocraticamente allungate, il gesto affettuoso e aggraziato verso il bambino gracile ed etereo, le ricercate armonie del colore (verde salvia, salmone, avorio). Accennano invece timidamente a uno stile più moderno (come quello delle opere di Filippo Brunelleschi e di Donatello) alcuni effetti plastici, come il ginocchio ben piantato o il gesto realistico della mano che porge un seno (del tutto idealizzato) al Bambino. La presenza di queste attenzioni sicuramente favorì Masolino nel contatto con Masaccio, facendone la personalità più predisposta a coglierne le novità.